# Diana Will
Diana Will (* 27. Mai 1937) ist eine ehemalige britische Diskuswerferin.
1958 wurde sie für Schottland startend Achte bei den British Empire and Commonwealth Games in Cardiff.
Im selben Jahr stellte sie ihre persönliche Bestleistung von 39,84 m auf.